# Spiel dein Spiel (Film)
Spiel dein Spiel (Original:  Play It as It Lays ) ist ein US-amerikanischer Spielfilm nach dem gleichnamigen Roman von Joan Didion.

## Handlung
Maria Wyeth, ein ehemaliges Model, die aus einem Ort mit 28 Einwohnern in Nevada stammt, ist inzwischen eine erfolgreiche Schauspielerin, jedoch unglücklich mit dem temperamentvollen Produzenten Carter Lang verheiratet, von dem sie getrennt lebt.
Maria erinnert sich, wie sie in ihrer gelben Chevrolet Corvette durch Los Angeles fuhr und Zeit mit ihrem engsten Freund B.Z. Mendenhall verbrachte, einem schwulen Mann. 
Maria hat eine hirngeschädigte Tochter, Kate, die auf Drängen von Carter in einem Sanatorium untergebracht ist. Er nimmt es ihr übel, dass Maria das Mädchen so oft besucht. Marias heimlicher Wunsch ist es, irgendwo mit Kate zu leben und eine Art Freude am gemeinsamen Leben zu finden.
Maria hat eine Affäre mit Les Goodwin, einem Drehbuchautor. Als sie Carter erzählt, dass sie von Goodwin schwanger ist, drängt er sie zu einer Abtreibung. Maria geht nach Las Vegas und hat eine Affäre mit einem Anwalt, der mit dem Mob verbunden ist, Larry Kulik. Später kehrt sie nach Los Angeles zurück und hat einen One-Night-Stand mit Johnny Waters, einem Fernsehstar.
Gelangweilt und deprimiert stiehlt Maria Johnnys Auto und rast davon. Als sie von der Polizei angehalten wird, werden Drogen im Auto gefunden, und sie wird festgenommen. Danach kehrt sie nach Las Vegas zurück und stellt fest, dass B.Z. ebenso unglücklich ist. Er schluckt schließlich eine Handvoll Pillen und spült sie mit Wodka herunter. Maria, anstatt um Hilfe zu rufen, nimmt ihn in ihre Arme und sieht ihm beim Sterben zu.
Zurück in der Anstalt fragt ein Psychiater Maria, warum sie weiterspielt, wenn sie doch weiß, was „Nothing“ (Nihilismus) wirklich bedeutet. Sie antwortet: „Warum nicht?“

## Rezeption
Roger Ebert gab dem Film in der Chicago Sun-Times vier Sterne und resümierte: „What makes the movie work so well on this difficult ground is, happily, easy to say: It has been well-written and directed, and Tuesday Weld and Anthony Perkins are perfectly cast as Maria and her friend B.Z. The material is so thin (and has to be) that the actors have to bring the human texture along with them. They do, and they make us care about characters who have given up caring for themselves.“ (Was den Film auf diesem schwierigen Terrain so gut macht, ist glücklicherweise leicht zu sagen: Er wurde gut geschrieben und inszeniert, und Tuesday Weld und Anthony Perkins sind perfekt als Maria und ihr Freund B.Z. Das Material ist so dünn (und muss es sein), dass die Schauspieler die menschliche Textur mitbringen müssen. Sie tun es, und sie sorgen dafür, dass wir uns um Charaktere kümmern, die es aufgegeben haben, sich um sich selbst zu kümmern.)

## Auszeichnungen
- 1972: Auszeichnung von Tuesday Weld bei den 33. Filmfestspielen von Venedig.
- 1973: Nominierung von Tuesday Weld als beste Hauptdarstellerin bei den Golden Globe Awards 1973.

## Veröffentlichungen
Der Film wurde bisher weder auf VHS noch als DVD oder Blu-ray Disc veröffentlicht.